# Toilette memoria
Toilette memoria è il quarto album del cantautore italiano Moltheni, pubblicato nel 2006 da La Tempesta e distribuito da Venus.
L'album è stato registrato e missato nell'estate del 2006 all'Alpha Dept. Studio di Bologna, eccetto l'ultima traccia Cavalli sciolti del nord registrata, missata e masterizzata da Alberto Ferrari e Luca Ferrari dei Verdena nel loro studio di Albino, l'HenHouse.

## Il disco
L'album è composto da "tredici brani attraverso le sanguinose e infinite pianure dell'amore", le atmosfere si snodano tra dolci ballate intime e quasi del tutto acustiche (Bufalo, L'amore d'alloro), atmosfere vagamente psichedeliche (Io, Eternamente, nell'illusione di te, Sento che sta per succedermi qualcosa, Nella mia bocca, Cavalli sciolti del nord), brani strumentali intriganti (Requiem per la repubblica italiana, Deserto Biondo), momenti pop e addirittura quasi beat (L'Età Migliore, Minerva). Da notare in particolare il brano Nel futuro potere del legno, contenuto in una versione differente nel precedente Splendore Terrore, dedicato all'amico Francesco Virlinzi scomparso prematuramente, Virlinzi è stato un personaggio chiave della vita artistica dell'autore, in quanto lo ha lanciato sul mercato nel 1999, producendo il suo primo lavoro Natura in Replay.
Gli arrangiamenti si avvalgono in gran parte di strumentazioni vintage, che caratterizzano gran parte della produzione del cantautore, come il piano elettrico wurlitzer o l'organo hammond. La veste dei brani è spesso in gran parte acustica, con l'accompagnamento assiduo della chitarra acustica e rarissimi interventi di chitarra elettrica. Un maggiore sviluppo della parte musicale la si può trovare nella particolarissima strumentale Deserto Biondo, dove l'arrangiamento si arricchisce con l'utilizzo del vibrafono della lap steel.

## Critica
Sulla rivista Il Mucchio Selvaggio Federico Guglielmi ha scritto: «la sua prova globalmente più significativa, scrollandosi in parte di dosso quei pur intriganti eccessi di rarefazione e scoramento che rendevano un po' ostico il precedente Splendore terrore del 2004.»

## Tracce
Testi e musiche di Umberto Giardini.
1. Io – 2:34
2. L'età migliore – 3:04
3. Eternamente, nell'illusione di te – 5:09
4. Requiem per la repubblica italiana – 3:06
5. Bufalo – 4:00
6. L'amore d'alloro – 3:01
7. Minerva – 3:20
8. Deserto biondo – 5:08
9. Sento che sta per succedermi qualcosa – 2:46
10. Nel futuro potere del legno – 4:04
11. Nella mia bocca – 3:04
12. L'alba, la notte e l'inferno – 3:28
13. Cavalli sciolti del nord – 5:09

Durata totale: 47:53

## Formazione
- Moltheni - voce, chitarra acustica e chitarra elettrica
- Pietro Canali - pianoforte, piano wurlitzer, organo hammond
- Gianluca Schiavon - batteria
- Giacomo Fiorenza - basso elettrico
- Carmelo Pipitone (Marta sui Tubi) - steel guitar in Deserto biondo
- Franco Battiato - voce in Sento che sta per succedermi qualcosa
- Claudia Della Gatta - violoncello in Nel futuro potere del legno, Nella mia bocca, Requiem per la Repubblica Italiana
- Alberto Ferrari e Luca Ferrari dei Verdena in Cavalli sciolti del nord
- Roberto Celi - vibrafono in Deserto biondo